# Kärrlångbenslocke
Kärrlångbenslocke (Leiobunum blackwalli) är en spindeldjursart som beskrevs av Conor V. Meade 1861. Kärrlångbenslocke ingår i släktet Leiobunum, och familjen långbenslockar. Arten är reproducerande i Sverige.